# فراری برلینتا باکسر
فراری برلینتا باکسر (Ferrari Berlinetta Boxer) خودرویی است که در سال‌های ۱۹۷۳–۱۹۸۴>۲،۳۲۳ producedدر ایتالیا تولید شده‌است.
این خودرو در کلاس خودرو اسپورت قرار گرفته و طراحی آن خودروهای موتور وسط عقب-محور عقب بوده است. سیستم جعبه‌دندهٔ آن ۵ دنده به صورت دستی است.